# 烏渓沙駅
烏渓沙駅（うけいさえき）は香港新界沙田区に位置する香港鉄路（MTR（港鉄））屯馬線の駅である。

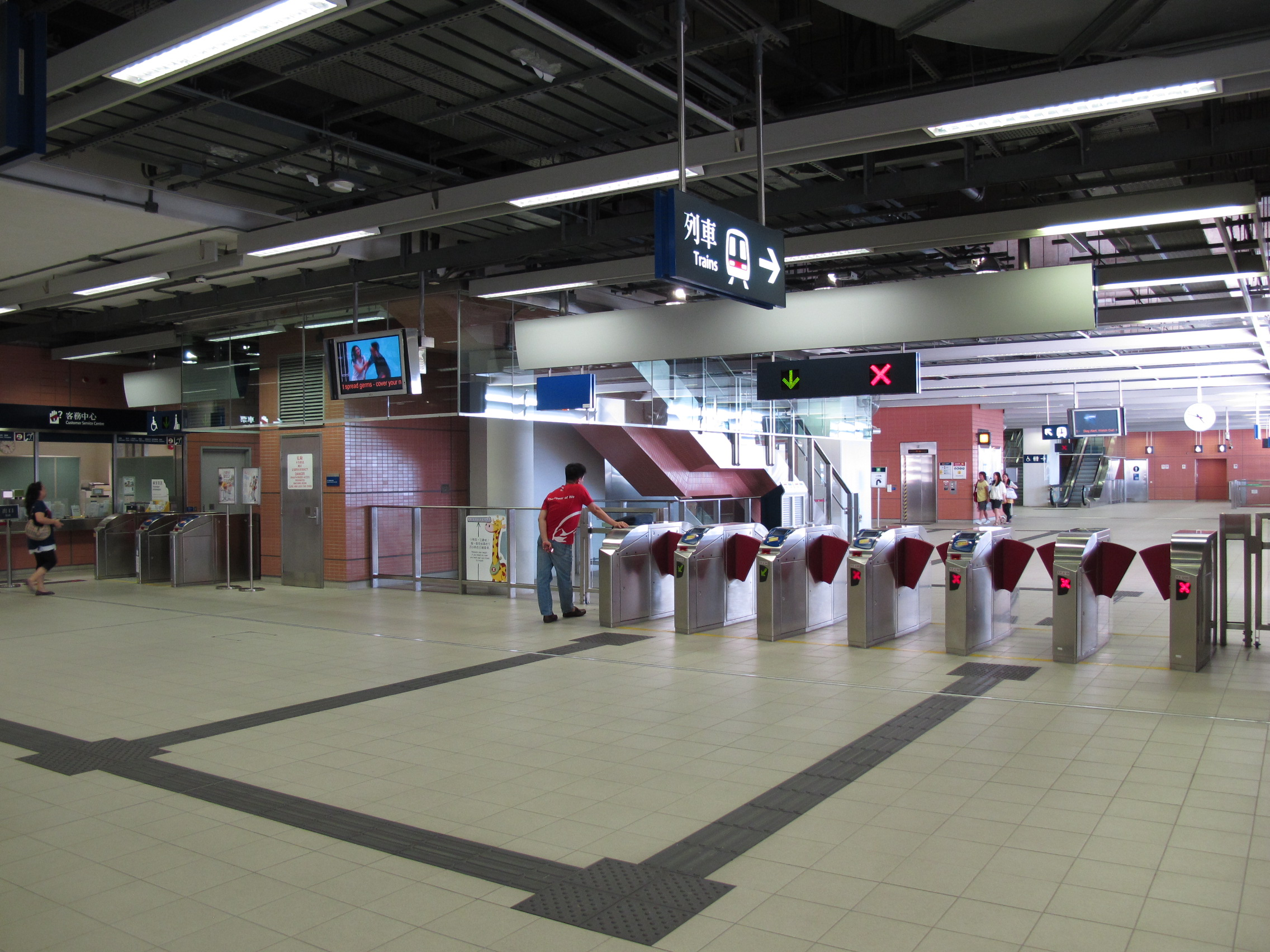
コンコース

## 駅構造
- 島式ホーム1面2線の高架駅。

| P ホーム   | ➊番線                             | ←■屯馬線 屯門方面           |
| P ホーム   | 島式ホーム、 左／右側のドアが開く |                             |
| P ホーム   | ➋番線                             | ←■屯馬線 屯門方面           |
| C 大堂     | 大堂                              | A1、B出口、歩行通路・西沙路 |
| C 大堂     | 大堂                              | 公共交通ハブ                |
| C 大堂     | 大堂                              | 客務中心、便所              |
| C 大堂     | 大堂                              | 駅商店、自動販売機          |
| G 地面出口 | 出口                              | A2出口、西沙路              |

### 大堂
駅商店・自動サービス
| 駅商店 - OK便利店 - 香港置業 - 利嘉閣 | 自動サービス - 中銀香港ATM - 増値機 |

## 駅周辺

### 出口
- A - 西沙路
  - 西沙路、樟木頭老人度假中心、香港浸信会神学院、香港李宝椿聯合世界書院、落禾沙、帝琴湾（凱琴居、凱弦居）、烏渓沙村
    - 行人天橋設有升降機往返地面
- B - 銀湖·天峰
  - 翠擁華庭、明愛馬鞍山中学、錦龍苑、利安邨、馬鞍山霊糧小学、富宝花園、銀湖·天峰
    - 設有斜道往返地面

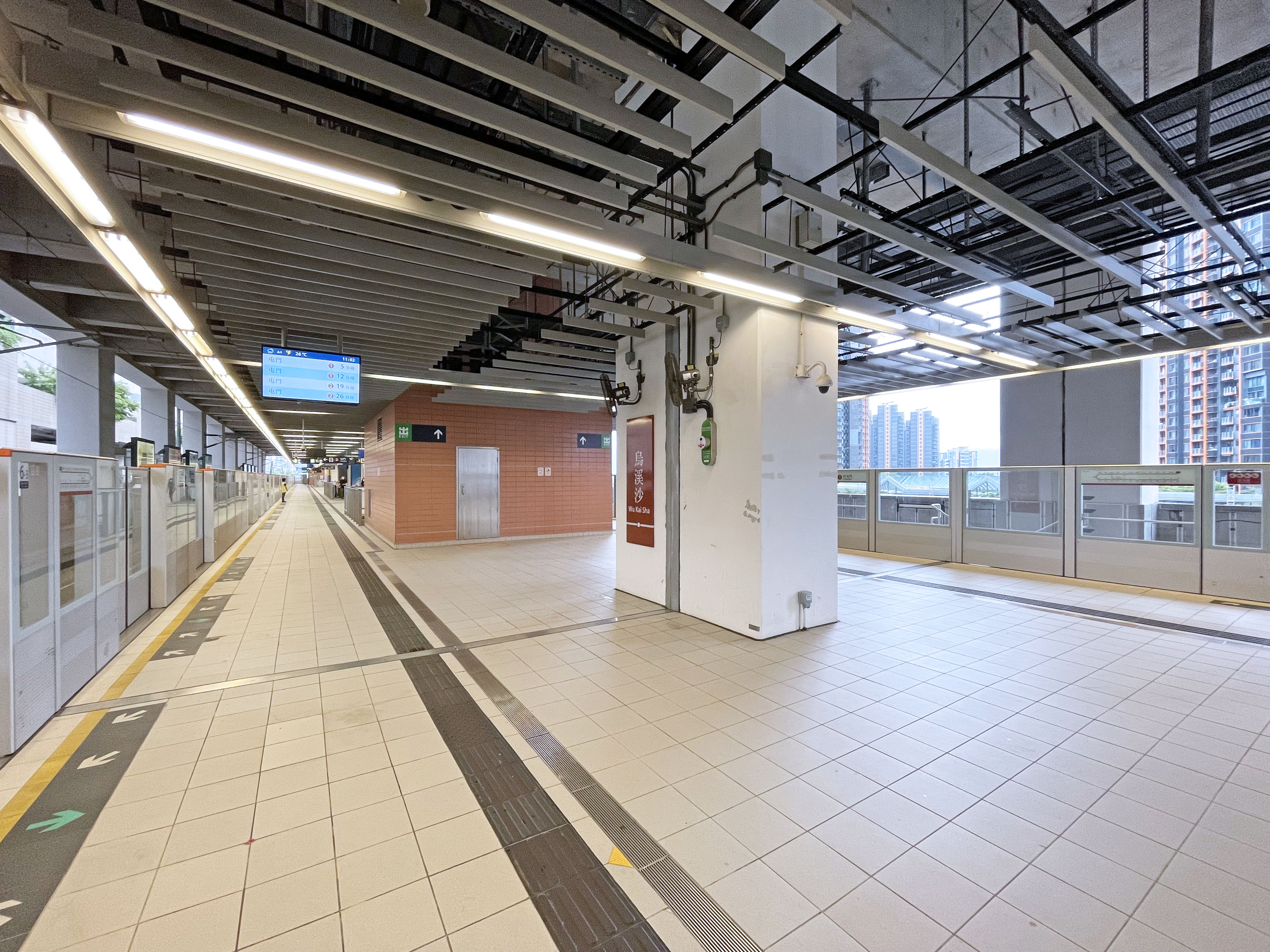
ホーム
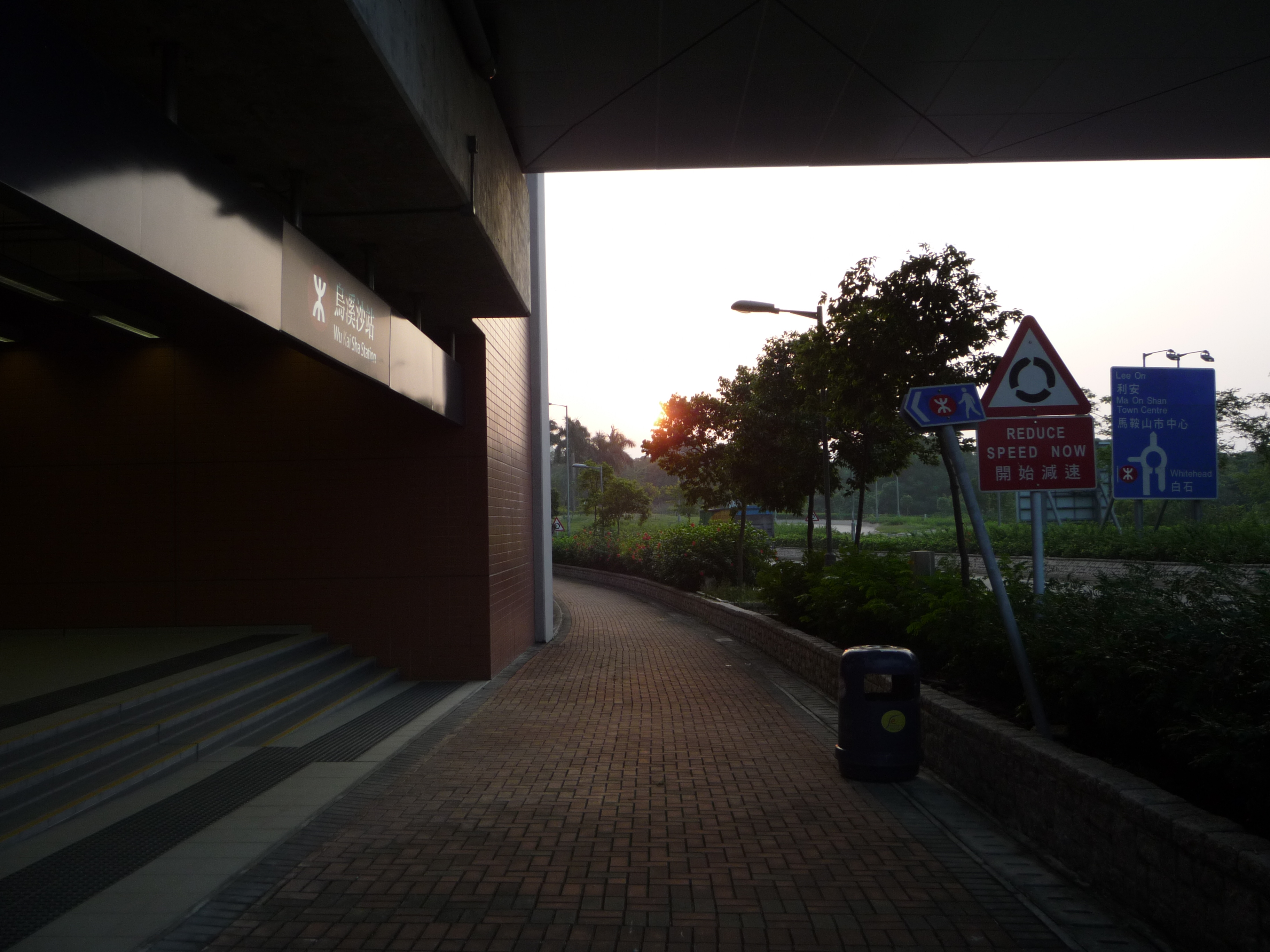
A2出口外観
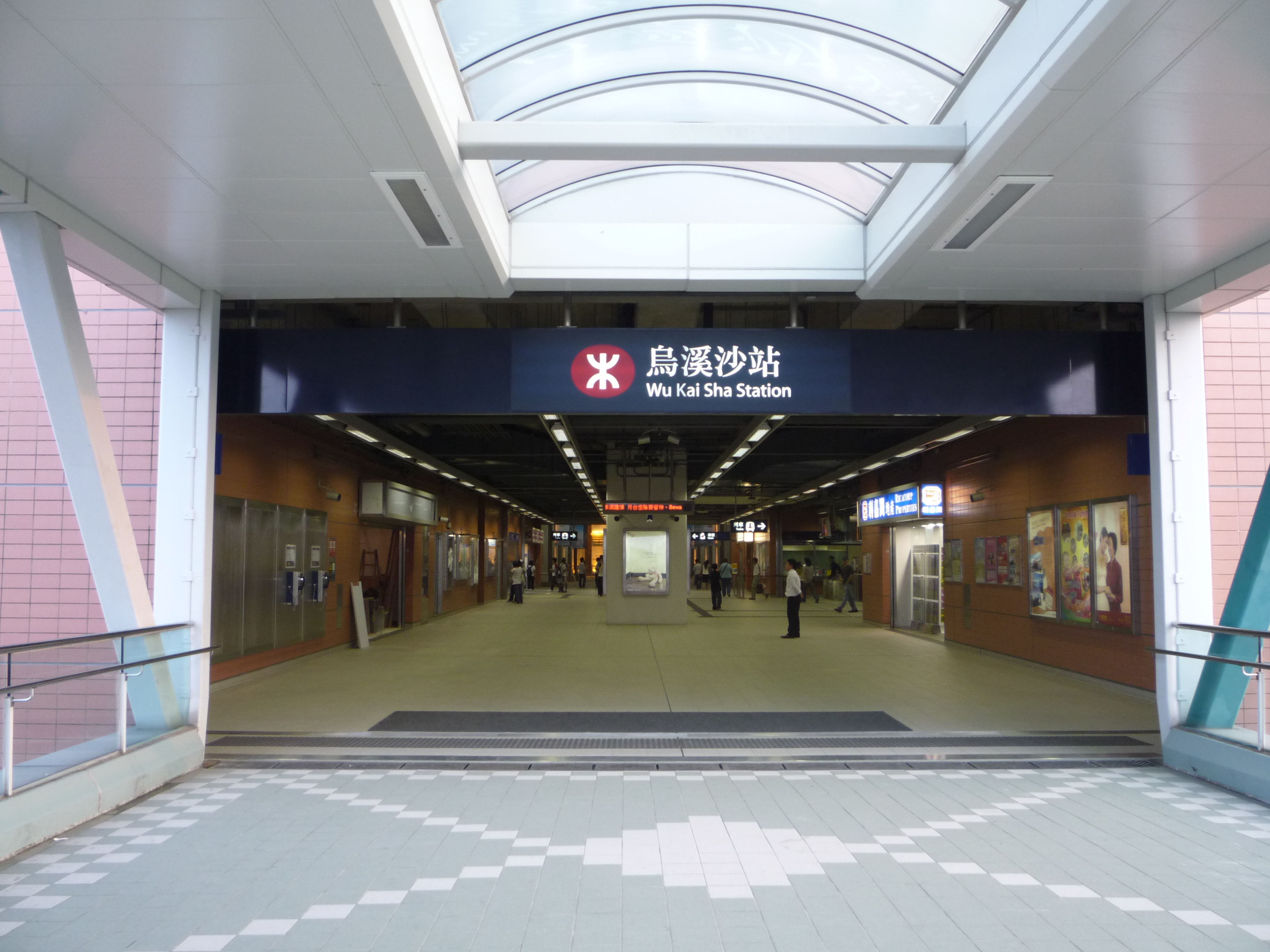
A1出口
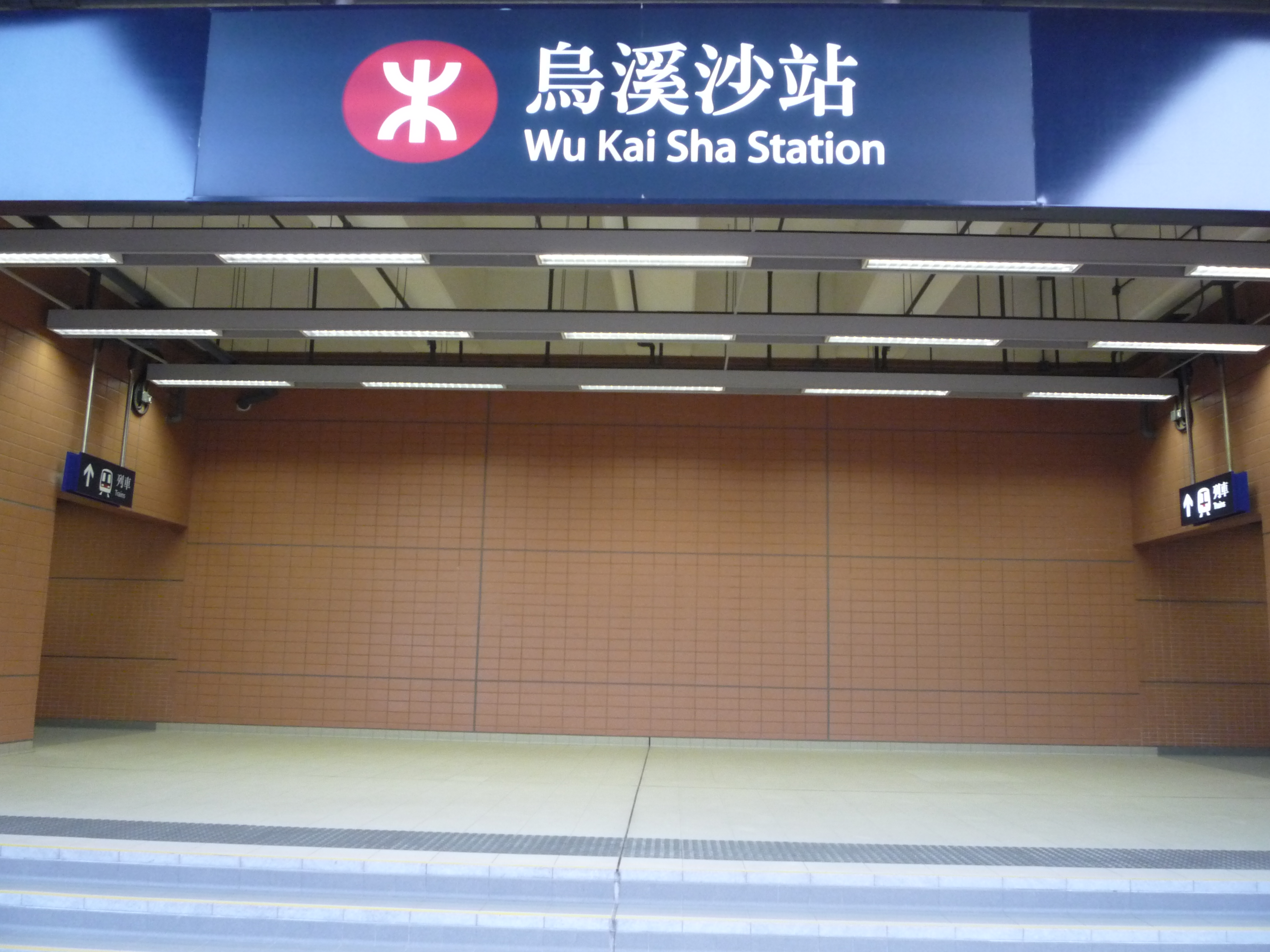
A2出口
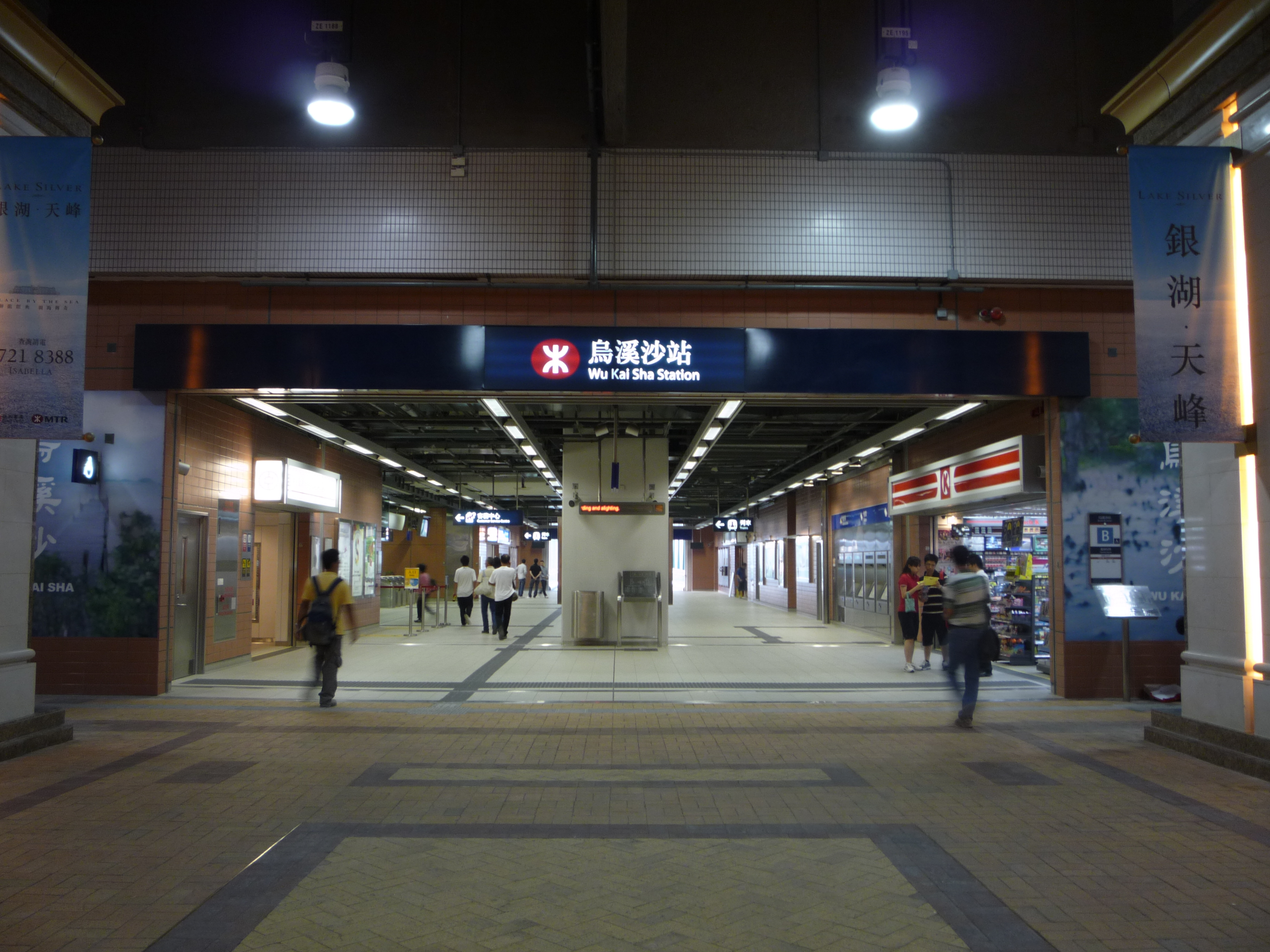
B出口

## 接続交通一覧
バス
- 九龍バス：
  - 40X - 烏渓沙鉄路駅 ↔ 葵涌邨
  - 89D - 烏渓沙鉄路駅 ↔ 藍田鉄路駅
  - 99 -  恒安 ↔ 西貢
  - 274P - 烏渓沙鉄路駅 ↔ 大埔工業邨

マイクロバス
- 新界専線小巴：
  - 807B - 黄竹湾 ↔ 大学駅（八達通轉乗優恵）
  - 807K - 井頭村 ↔ 大学駅（八達通轉乗優恵）

## 歴史
- 2004年12月21日 - 開業。

## 隣の駅
香港鉄路
■屯馬線
馬鞍山駅 - 烏渓沙駅